# Furious Pete
Peter Czerwinski (ur. 30 listopada 1985) – znany pod pseudonimem Furious Pete, osobowość internetowa, kulturysta i posiadacz wielu rekordów Guinnessa w dziedzinie jedzenia na czas.

## Życiorys
Czerwinski jest Kanadyjczykiem polskiego pochodzenia, jego rodzice emigrowali do Kanady w 1984 roku. Urodził się w Toronto. Jako nastolatek chorował na anoreksję. Posiada 5 rekordów Guinnessa w jedzeniu na czas: zjedzenie całej cebuli w 43,53 sekund, zjedzenie 17 bananów w 45 sekund, 15 hamburgerów w 10 minut, wypicie 750 ml oleju w 60 sekund oraz zjedzenie 17 ciastek Jaffa w minutę. Uczestniczył w programie telewizyjnym Canada's Got Talent.
Prowadzi dwa kanały na portalu YouTube: Furious Pete (na którym publikuje materiały kulturystyczne, filmiki z jedzeniem na czas oraz relacje z podróży po świecie) oraz FuriousTalks (vlog). Publikuje głównie w języku angielskim, jednak część jego filmów jest po polsku (między innymi humorystyczne lekcje języka polskiego). Maciej Frączyk wspólnie z Furious Pete'em nakręcił jeden ze swoich programów na portalu YouTube.
Uważa Polskę za swoją ojczyznę – ma wytatuowane godło Polski na plecach.